# Provincia de Hưng Yên
Hung Yen (en vietnamita: Hưng Yên) es una de las provincias que conforman la organización territorial de la República Socialista de Vietnam.

## Geografía
Hung Yen se localiza en la región de Delta del Río Rojo (Đồng Bằng Sông Hồng). La provincia mencionada posee una extensión de territorio que abarca una superficie de 923,1 kilómetros cuadrados.

## Demografía
La población de esta división administrativa es de 1.134.100 personas (según las cifras del censo realizado en el año 2005). Estos datos arrojan que la densidad poblacional de esta provincia es de 1.228,58 habitantes por cada kilómetro cuadrado.
- Datos: Q36235
- Multimedia: Hưng Yên / Q36235